# Старі Трояни
Старі Трояни́ — село Суворовської селищної громади в Ізмаїльському районі Одеської області в Україні, за 3 км від станції Дзинілор. Населення становить 2225 осіб.

## Історія
Територією села проходить частина Нижнього Траянового валу.
12 червня 2020 року, відповідно до Розпорядження Кабінету Міністрів України від № 724-р «Про визначення адміністративних центрів та затвердження територій територіальних громад Одеської області», увійшло до складу Суворовської селищної територіальної громади.
19 липня 2020 року, в результаті адміністративно-територіальної реформи та ліквідації Кілійського району, село увійшло до складу Ізмаїльського району.

## Населення
Згідно з переписом 1989 року населення села становило 2581 особа, з яких 1204 чоловіки та 1377 жінок.
За переписом населення 2001 року в селі мешкало 2130 осіб.

### Мова
Розподіл населення за рідною мовою за даними перепису 2001 року:
| Мова       | Відсоток |
| ---------- | -------- |
| гагаузька  | 69,57 %  |
| російська  | 19,69 %  |
| болгарська | 7,1 %    |
| українська | 2,16 %   |
| румунська  | 1,3 %    |
| білоруська | 0,09 %   |

## Постаті
- Караконстантин Федір Федорович (1995—2017) — лейтенант Збройних сил України, учасник російсько-української війни.

## Пам'ятники
27 січня 2021 року у селі знесений пам'ятник Леніну.